# Beady Eye
Beady Eye (с англ. — «биди ай», буквально с англ. «глаз-бусина») — британская рок-группа. Образована в 2009 бывшими участниками группы Oasis, прекратившей существование после ухода основного автора песен Ноэла Галлахера. Лиам Галлахер, Энди Белл и Гем Арчер решили, что «не бросят создавать музыку вместе» и сформировали Beady Eye. В 2013, бывший гитарист Kasabian Джей Мелер присоединился к коллективу.
С момента их образования они выпустили два студийных альбома: Different Gear, Still Speeding (2011) и BE (2013). Beady Eye был бурно встречен многими поклонниками Oasis. Помимо этого, авторитетный музыкальный журнал Q назвал дебютный альбом группы лучшим из всех, после (What’s the Story) Morning Glory?, над которым работал Лиам.

## История группы
В состав Beady Eye вошли Лиам Галлахер, Гем Арчер, Энди Белл и концертный ударник Крис Шэррок, позднее ставший полноценным участником группы. Джеф Вуттон и Мэтт Джонс играют на бас-гитаре и клавишных во время живых выступлений.
В интервью газете The Sunday Times Лиам Галлахер заявил, что его новая группа Beady Eye гораздо лучше, чем Oasis. Он сообщил, что его новый коллектив играет рок-н-ролл, в то время как Oasis всегда оставались поп-группой.
Группа начала создание и запись нового материала в ноябре 2009. Первый сингл, Bring the Light, был выпущен 15 ноября 2010, а перед этим выложен на сайте группы 9 ноября, за первые сутки сингл был скачан более 350 тысяч раз. Сингл занял 61-е место в британском хит-параде синглов и возглавил инди- и рок-чарты.
Второй промосингл, Four Letter Word, был выпущен 26 декабря 2010 и стал доступен для прослушивания на NME.com, также группа появилась на обложке рождественского номера New Musical Express. The Roller был анонсирован в качестве первого коммерческого сингла группы и впервые прозвучал в эфире Xfm Radio 7 января 2011.
Дебютный альбом группы, Different Gear, Still Speeding, продюсером которого стал многократный обладатель «Грэмми» Стив Лиллиуайт, сотрудничавший с такими исполнителями, как U2, The Rolling Stones, 30 Seconds To Mars, Crowded House и The Pogues, вышел 28 февраля 2011.
Лиам Галлахер назвал пластинку своей лучшей работой, сравнив с дебютным альбомом Oasis Definitely Maybe и признав, что первая вышла удачнее.
23 ноября 2010 Beady Eye анонсировали планы выступлений. Группа провела короткий концертный тур по Великобритании и Европе в марте 2011, а также приняла участие на фестивале Isle of Wight в июне, где она сыграла в качестве специального гостя перед выступлением хедлайнеров фестиваля Kasabian.
13 августа 2012 группа выступила на церемонии закрытия Летних Олимпийских игр в Лондоне.
10 апреля 2013 Лиам Галлахер объявил, что новый альбом группы под названием BE будет выпущен 10 июня 2013 года. Продюсером стал Дэйв Ситек, который уже работал с группами Yeah Yeah Yeahs, TV on the Radio и Jane’s Addiction. Первый сингл с нового альбома, «Second Bite of the Apple» был выпущен в мае 2013 года.
24 октября 2014 года фронтмен группы Лиам Галлахер официально заявил о распаде коллектива в своем твиттере: «Beady Eye больше не существует. Спасибо вам за поддержку. ЛГ».

## Beady Eye Records
Beady Eye Records Ltd. — звукозаписывающий лейбл, специально созданный группой для издания своего материала в Великобритании. По идее музыкантов, он служит той же цели, что и Big Brother для Oasis. Дебютный альбом группы Different Gear, Still Speeding вышел именно на Beady Eye Records.

## Дискография

### Альбомы
- Different Gear, Still Speeding (28 февраля 2011)
- BE (10 июня 2013)

### Синглы
- Bring the Light (22 ноября 2010)
- Four Letter Word (26 декабря 2010)
- The Roller (24 января 2011)

## Участники группы
- Лиам Галлахер — вокал, тамбурин, гитара (только в студии) (2009—2014)
- Колин «Гем» Арчер — гитара, бас-гитара, клавишные, бэк-вокал (2009—2014)
- Энди Белл — гитара, бас-гитара, клавишные, бэк-вокал (2009—2014)
- Крис Шэррок — ударные (2009—2014)
- Джей Мелер — бас-гитара (2013—2014)

Сессионные музыканты
- Джефф Вуттон — бас-гитара (на концертах) (2011—2013)
- Мэтт Джонс — клавишные (на концертах) (2010—2014)
- Пол Артурс — ритм-гитара (2013)